# Agrotis talda
Agrotis talda is een vlinder uit de familie uilen (Noctuidae). De wetenschappelijke naam van deze soort is voor het eerst geldig gepubliceerd in 1893 door Schaus.
De soort komt voor in tropisch Afrika.